# Lloyd i rymden
Lloyd i rymden (engelska: Lloyd in Space) är en tecknad TV-serie skapad av Paul Germain och Joe Ansolabehere, upphovsmännen bakom tv-serien Rasten.
Serien är producerad av Walt Disney Television och ursprungligen visad i amerikansk TV under åren 2001 till 2004. Totalt har 39 avsnitt producerats till serien. Serien utspelar sig på och omkring rymdstationen Intrepidville, och handlar om en utomjordling som heter Lloyd och hans vänner Eddie, Douglas och Bulten. Niels Pettersson har gjort den svenska rösten till Lloyd.

## Handling
Handlingen i serien utspelar sig långt in i framtiden, inom yttre rymden. Huvudpersonen i serien är en 13-årig rymdvarelse vid namn Lloyd Nebulon som bor på rymdstationen Intrepidville med sin familj och sina vänner. Lloyds mor heter Noralin Nebulon, och är kommendörkapten för hela Intrepidville. Hans lillasyster heter Francine Nebulon, hon är 6 år och besitter stora telekinesiska krafter, samt har förmågan att läsa andras tankar. Lloyd och hans vänner går på skolan Luna Vista.

## Karaktärer
- Lloyd P. Nebulon : Den främsta karaktären i serien. Lloyd är en genant, blyg och socialt klumpig ung tonåring som har svårt att passa in. Han har på sig en röd/vit randig tröja och blåa kortbyxor. Han är 13 år och är en "tjejtjusare", vilket inte går så bra. Han är väldigt kär i Brittany, som många andra också är. Lloyd och hans familj är av rasen Verdigrean: vilka är humanoida livsformer med grön hudfärg, spetsiga öron, tillplattade fingertoppar och en antenn på sina huvuden.
- Edward J. "Eddie" Horton: En av de få jordmänniskorna i serien. Eddie beskrivs som en sarkastisk, vitsig och den mest karismatiska killen i Lloyds kompisgäng. Hans pappa, Frank Horton, är polischef över rymdstationen. Eddie slappar oftast med sina vänner, och är lika kär i Brittany som Lloyd är. Eddie har oranget hår, han har på sig en blå tröja, bruna byxor samt en vit rock.
- Douglas McNoggin: Den smartaste personen i Lloyds kompisgäng och har alltid lösningar på saker och ting. Douglas ser ut som en gående hjärna med stora glasögon och små armar och ben. Han innehar en stor lärdom och har ett stort tycke för vetenskap och forskning.
- Bulten (Kurt Blobberts): Han är Lloyds enögde och stora vän. Han är väldigt lång och mullig, med lila hud och bär en stor röd tröja. Bulten är inte den smartaste i gänget, men är väldigt snäll och knasig. Han försöker alltid finna den ljusa sidan under varje situation, oavsett hur dyster den verkar vara. Till skillnad från sina vänner så har Bulten inget intresse av att bli populär; utan bryr sig bara om att vara lycklig med sig själv. Hans föräldrar är kortare än han själv och i ett avsnitt avslöjades det att Bulten kan ta bort sina kroppsdelar utan någon skada.
- Francine Nebulon: Lloyds 6-åriga lillasyster. Francine låtsas vara en söt och gullig liten flicka bland vuxna, men när hon är ensam med Lloyd och hans vänner är hon manipulativ och listig. Med hjälp av sina telekinesiska krafter kan hon göra vad som helst, men främst så vill hon bara reta sin storebror. Hon har en docka som heter Rosie.
- Noralin "Nora" Nebulon: Lloyds mamma. Hon är kommendörkapten på rymdstationen. Nora kan beskrivas som en sträng och tuff kapten och mor, men är också ibland vänlig och glad. Hon är modig, orädd och kommer alltid att sätta Intrepidvilles säkerhet samt hennes familjs säkerhet före sin egen. Hon är dessutom helt lugn, och kan behärska de flesta situationer, till och med de mest hektiska.
- Brittany Boviac: Hon är skolans populäraste och snobbigaste tjej. Brittany föddes i en mycket rik familj och beskrivs som bortskämd, dum, fåfäng och egenkär. Hon är dessutom cheerleader-kapten för skolans cheerleader-lag. Hon mobbar oftast elever som är mindre populära än hon är populär, särskild mot Lloyd och hans vänner, men hon är väldigt snäll mot alla tjejer på Luna Vista, trots deras popularitet. Även om hon är elak mot Lloyd så avslöjades det i en episod att hon älskar honom i hemlighet. Hon är av rasen Tsktskian, med blå hud och sex armar.
- Rodney Glaxer: Han är skolans mobbare. Han är arrogant, tuff och mycket elak. Han älskar att mobba nördar, speciellt Mendel. Han har gul hud, fyra armar samt två små gul/svarta antenner på sitt huvud.
- Megan Uno: Hon är Brittanys bästa vän. Hon är oförskämd och snobbig, och är ofta i samma område som Brittany är. Hon kan ibland vara lite snobbigare än Brittany. Hon har grön hud, ett tentakelöga och har långa ben och armar.
- Mendel: Han är skolans nörd. Han är ett av Rodneys mobboffer tillsammans med nördarna Benny och Lou.
- Ruben (Boomer): En vän av Lloyds vänner. Han är mekaniker som lagar bilar, rymdskepp och elektroniska objekt. Han slappar oftast och är ganska enfaldig. I ett avsnitt avslöjades det att han var av kunglig börd.
- "Morfar" Leo Andromedos: Han är Lloyds och Francines morfar, och Noras far. Han bor på en ålderdomsplanet; där i stort sett alla är pensionärer. Han är mycket knasig men snäll gammal man som ofta håller kontakt med sin familj. Leo står mycket nära sin sonson Lloyd, som i sin tur ser upp till honom som ett slags fadersgestalt.
- Argus (Station): Rymdstationens dator och övervakningssystem. Han består av en mängd ögonglober som åker ut på långa böjliga metallarmar ur flera paneler i väggarna inom rymdstationen. Han brukar oftast uppassa Lloyd och hans lillasyster.
- Fru Barbara Nit (Mrs. Barbara Bolt): Lloyds lärare i Luna Vista. Hon är en gammal och nedlåten robot som blir väldigt sträng när hennes elever är olydiga.
- Larry: Kommendörkapten Noras klumpiga medhjälpare. Han är en lila humanoid som oftast agerar barnsligt och ohyfsat.
- Dunkirque: Intrepidvilles andrekapten. Han är en tuff och lydig medhjälpare till kommendörkaptenen Nebulon.

## Röster
| Karaktär         | Originalröst       | Svensk originalröst |
| ---------------- | ------------------ | ------------------- |
| Lloyd Nebulon    | Courtland Mead     | Niels Pettersson    |
| Eddie Horton     | Justin Shenkarow   | Alexander Gylemo    |
| Douglas McNoggin | Pamela Hayden      | Christian Jernbro   |
| Bulten           | Bill Fagerbakke    | Markus Virta        |
| Nora Nebulon     | April Winchell     | Maria Möller        |
| Francine Nebulon | Nicolette Little   | Blenda Nyman        |
| Argus            | Brian George       | ?                   |
| Brittany Boviac  | Anndi McAfee       | Frida Nilsson       |
| Rodney Glaxer    | Warren Sroka       | ?                   |
| Megan Uno        | Rachel Crane       | ?                   |
| Mendel           | ?                  | Michael J:son Lindh |
| Ruben            | Diedrich Bader     | Anders Öjebo        |
| Morfar Leo       | Brian Doyle-Murray | ?                   |
| Barbara Nit      | Tress MacNeille    | Irene Lindh         |
| Larry            | Eddie Deezen       | Anders Öjebo        |
| Dunkirque        | Dan Castellaneta   | Niclas Ekholm       |

## Lloyd i rymden i Sverige
I Sverige har serien tidigare sänts på Disney Channel och Toon Disney.

### Fotnoter
1. ↑  Michelle Marie (24 juni 2014). ”25 Cartoons You Forgot Existed On Disney Channel” (på engelska). Buzzfed. https://www.buzzfeed.com/michellemarieyo/25-cartoons-you-forgot-existed-on-disney-channel-psyj. Läst 22 juli 2016.